# Martha Schwartz
Martha Schwartz (née en 1950) est une paysagiste et artiste américaine, intéressée par le paysage comme moyen d'expression artistique et culturel.

## Éléments biographiques
Elle est née en 1950 à Philadelphie
Elle étudie à la Harvard Graduate School of Design en 1973 et est diplômée de l'université du Michigan en 1977.
Elle crée une agence à Boston en 1982, qu'elle déplace à New York en 1983. 
Elle fonde en 1990 à Cambridge (Massachusetts) le bureau Martha Schwartz Partners (MSP). Elle conçoit notamment des espaces urbains et des jardins publics. En 1990, elle est nommée professeur à Harvard.